# Scholastes aitapensis
Scholastes aitapensis är en tvåvingeart som beskrevs av Malloch 1939. Scholastes aitapensis ingår i släktet Scholastes och familjen bredmunsflugor. Inga underarter finns listade i Catalogue of Life.